# Team Coast
El Team Coast va ser un equip alemany de ciclisme en ruta, creat l'any 2000, a partir de la fusió del Team Leonardo-Coast i el Team Greese, i desaparegut el 2003. L'última temporada en actiu es va anomenar Team Bianchi.

## Palmarès

### Voltes per etapes
- Volta a Suïssa. 2002 (Alex Zülle)
- Volta a la Comunitat Valenciana. 2002 (Alex Zülle)
- Volta a Colònia. 2003 (Jan Ullrich)
- Tour de Qatar de 2002. 2002 (Thorsten Wilhelms)

### Grans Voltes
- Tour de França
  - 1 victòria d'etapa
    - 1 el 2003: Jan Ullrich

## Classificacions UCI
| Temporada | Classificació per equips | Millor ciclista en la classificació individual |
| --------- | ------------------------ | ---------------------------------------------- |
| 2000      | 40è (GSII)               | Jan Bratkowski (236è)                          |
| 2001      | 21è                      | Fernando Escartín (46è)                        |
| 2002      | 5è                       | Alex Zülle (18è)                               |
| 2003      | 27è                      | Jan Ullrich (15è)                              |